# Górków Wierch
Górków Wierch (1046 m n.p.m.) – wzgórze wznoszące się na granicy państwowej pomiędzy polską miejscowością Jurgów a słowacką miejscowością Podspady, tuż po wschodniej stronie drogi krajowej nr 49 z Nowego Targu do przejścia granicznego w Jurgowie. Jego zachodnie stoki opadają do doliny Jaworowego Potoku, dnem której prowadzi droga 49, wschodnie do doliny Suchego Potoku. W południowo-zachodnim kierunku biegnie od wierzchołka Górków Wierchu główny grzbiet Magury Spiskiej do Suchego Wierchu (1126 m).
Górków Wierch należy do Magury Spiskiej i jest najwyższym szczytem polskiej części Pogórza Spiskiego. Przez Górków Wierch i dalej przez Bryjów Wierch, Rzepisko i Przełęcz Zdziarską przebiega granica Tatrzańskiego Parku Narodowego. Słowacy bowiem południowo-zachodni skrawek Magury Spiskiej włączyli w obszar tego parku i dodatkowo utworzyli tutaj kilka obszarów ochrony ścisłej. Jest to też rejon wyłączony z ruchu turystycznego. Ale polskie stoki Górkowego Wierchu są poza obszarem tego parku. Znajduje się na nich kilka wyciągów narciarskich (ich dolna stacja i parking jest przy Polanie Podokólne) w Jurgowie.
Nazwa wzgórza pochodzi od nazwiska Górka. Kilka rodzin w Jurgowie nosi takie nazwiska.